# Phryxe patruelis
Phryxe patruelis är en tvåvingeart som beskrevs av Louis-Paul Mesnil 1953. Phryxe patruelis ingår i släktet Phryxe och familjen parasitflugor. Inga underarter finns listade i Catalogue of Life.